# 여름 이야기 (1996년 영화)
《여름 이야기》(프랑스어: Conte d'été), 영어: A Summer's Tale)는 1996년 개봉한 프랑스의 로맨스 영화이다. 에릭 로메르가 감독과 각본을 맡았다. 에릭 로메르의 "사계" 시리즈의 세 번째 작품이다.

## 출연

### 주연
- 멜빌 푸포
- 아만다 랑글렛

### 조연
- 그웨낼 시몬
- 오렐리아 놀린